# Trichilia stellato-tomentosa
Trichilia stellato-tomentosa là một loài thực vật thuộc họ Meliaceae. Loài này có ở Argentina, Bolivia, Brasil, và Paraguay.